# EURES Ricerche Economiche e Sociali
L'EURES Ricerche Economiche e Sociali è una associazione non profit, impegnata dal 1998 nella promozione e realizzazione di formazione e di ricerca applicata in campo economico, sociale e culturale. 

## Attività e metodologia
L'EURES nasce dall'incontro e dalla sintesi dei percorsi e delle esperienze nel campo della ricerca, della formazione e della comunicazione, maturate all'interno di istituti di ricerca economico-sociale, università, imprese e Istituzioni.
Nella realizzazione della propria attività, l'Istituto collabora con Organi Istituzionali, Ministeri, Amministrazioni locali, Università, Centri di ricerca, Associazioni di categoria e soggetti privati, valorizzando le relazioni con il territorio e le opportunità del sistema locale. L'EURES è inoltre promotore diretto di progetti e attività di ricerca finalizzati alla lettura e all'approfondimento di fenomeni sociali ritenuti di particolare valenza.
L'EURES realizza la propria attività tecnico-scientifica utilizzando metodologie ed analisi quantitative e qualitative, incentrate sull'integrazione di strumenti e tecniche proprie dell'indagine sociale, economica e di mercato.

## Rapporti annuali
Rapporto EURES-ANSA sull'omicidio volontario in Italia - Il Rapporto analizza in termini quantitativi e qualitativi le principali tipologie e le caratterizzazioni emergenti dell'omicidio in Italia. Dal 2004 l'EURES si avvale della collaborazione con l'ANSA, attraverso la consultazione dell'archivio DEA. Inoltre, grazie al supporto delle informazioni analitiche fornite dal Dipartimento della Pubblica Sicurezza del Ministero dell'Interno, il Rapporto è ormai accreditato come punto di riferimento statistico e analitico sia nel panorama dell'informazione sia in ambito scientifico e accademico. 
Monitor Italia - L'indagine raccoglie il punto di vista della “pubblica opinione” in merito ad un'ampia serie di questioni di grande attualità in materia di diritti civili e libertà individuali, di bioetica, di governo dell'economia e del territorio e di giustizia e sicurezza, realizzando una “mappatura” degli orientamenti prevalenti in merito alle diverse aree e questioni.
Rapporto sullo stato delle province del Lazio - Il Rapporto realizzato in collaborazione con l'UPI Lazio analizza diversi ambiti che caratterizzano il territorio del Lazio e la sua realtà economica, sociale e culturale, rappresentando uno strumento conoscitivo e un accreditato punto di riferimento per il sistema politico-istituzionale locale, per le forze sociali e per le realtà economico-produttive.
La qualità della vita nella provincia di Roma - Il Rapporto, realizzato in collaborazione con l'Assessorato alle politiche del lavoro e della qualità della vita della Provincia di Roma, si inserisce in un piano di ricerca pluriennale (2004-2008) di approfondimento tematico e settoriale dei diversi aspetti che compongono la qualità della vita dei comuni della provincia di Roma. Il Rapporto si avvale di studi di contesto realizzati attraverso la costruzione di una banca dati territoriale (con confronti internazionali, interprovinciali e approfondimenti comunali), e di indagini campionarie tra i cittadini. 

## Principali indagini istituzionali
Finché vita non ci separi...- Studio sull'evoluzione del matrimonio in Italia, realizzato attraverso un'analisi longitudinale delle statistiche ISTAT relative agli ultimi 30 anni, che consente di approfondire le caratteristiche degli sposi e delle nozze, l'evoluzione delle separazioni e dei divorzi, dedicando una specifica sezione ai figli affidati e al confronto internazionale.
I comportamenti di guida degli italiani- In seguito alla entrata in vigore della “Patente a punti” sono state realizzate due indagini (nel 2003 e nel 2005) sull'uso della cintura, del casco e del telefono cellulare durante la guida. L'indagine è stata effettuata attraverso un monitoraggio diretto del passaggio di autoveicoli e motoveicoli all'interno delle strade urbane ed extraurbane in sei province del territorio nazionale. 
Famiglia e genitori visti dai figli- Il lavoro analizza le dinamiche familiari e la realtà della vita matrimoniale percepita dai giovani, raccogliendone le esperienze ed i vissuti all'interno del nucleo familiare. L'indagine è stata realizzata tra un campione di 1.250 giovani di età compresa tra i 14 e i 19 anni residenti in Italia.
Legalità ed evasione fiscale in Italia- Indagine campionaria tra 1.000 cittadini che analizza il fenomeno dell'evasione fiscale limitatamente ai beni/servizi acquistati da privati cittadini, chiedendo loro di “testimoniare” sui comportamenti seguiti da artigiani, professionisti e pubblici esercenti, nell'ultima occasione in cui hanno acquistato un bene o un servizio da ciascuno di essi.
Delitto e castigo all'italiana - Studio sulla certezza della pena in Italia, riferendosi ai dati relativi a condanne passate in giudicato in un arco di tempo che comprende gli ultimi dieci anni, analizza la quantità e la qualità delle condanne, la media delle pene comminate e la loro effettiva espiazione, tracciando anche l'identikit del condannato.
I giovani e le raccomandazioni - Il rapporto si articola in due sezioni: uno studio giuridico della raccomandazione come reato; un'indagine realizzata su un campione casuale di 3.000 giovani Italiani di età compresa tra i 15 e i 29 anni di diverse aree geografiche, volta ad analizzare percezioni, atteggiamenti ed opinioni sulle raccomandazioni.